# Richard Lacey
Richard Lacey (ur. 11 grudnia 1953) – brytyjski wojskowy, wicemarszałek sił powietrznych. Od 26 kwietnia 2006 pełni funkcję dowódcy sił brytyjskich na Cyprze, będąc jednocześnie administratorem baz wojskowych Akrotiri i Dhekelia.
Przed objęciem stanowiska na Cyprze pełnił funkcję przedstawiciela Zjednoczonego Królestwa w głównej kwaterze NATO w Brukseli.
Lacey służył w Royal Air Force od 1972. Jest absolwentem Uniwersytetu Cambridge. Ukończył także RAF College Cranwell oraz Royal College of Defence Studies. Przeszedł w stan spoczynku w 2009.